# City of Evil
City of Evil är metalbandet Avenged Sevenfolds tredje fullängdsalbum. Det släpptes den 7 juni 2005 av Warner Brothers. De kändaste låtarna från albumet är Beast and the harlot, Seize the day, Bat country och den annorlunda låten Sidewinder, där bandet tänjde på gränserna. Låten Bat country finns på TV-spelet NHL-06.

## Låtlista
1. Beast and the Harlot – 5:40
2. Burn It Down – 4:58
3. Blinded in Chains – 6:34
4. Bat Country – 5:13
5. Trashed & Scattered – 5:53
6. Seize the Day – 5:32
7. Sidewinder – 7:01
8. The Wicked End – 7:10
9. Strength of the World – 9:14
10. Betrayed – 6:47
11. M.I.A. – 8:46